# Turó de Ca l'Antoni
El Turó de Ca l'Antoni és una muntanya de 376 metres que es troba al municipi del Font-rubí, a la comarca de l'Alt Penedès.